# Analýza cytometrických dat
Analýza cytometrických dat (dnes již výhradně digitálních) je zpracování více parametrů (dimenzí) na úrovni jednotlivých buněk získaných průtokovou cytometrií. Cytometrické techniky rozdělujeme podle použité technologie detekce na hmotnostní, fluorescenční a spektrální. Z rozboru naměřených hodnot fyzikálních vlastností lze vyvozovat biologické vlastnosti buněk v suspenzi. Na základě konkrétních parametrů je možné určit např. počet a homogenitu obsahu, případně velikost buněk, množství DNA, nebo identifikovat jednotlivé populace buněk v heterogenním vzorku. U fluorescenčních technik patří mezi měřené parametry boční rozptyl světla (SSC, "side scatter"), přímý rozptyl (FSC, "forward scatter"), intenzita fluorescence (to vše ve třech hodnotách po zpracování pulzu signálu každé buňky - výška, šířka a plocha pulzu) a čas. Fluorescence buněk je zprostředkovaná vazbou různých fluoroforů. Fluorofor je často navázán na protilátku, kterou jsou označené konkrétní molekuly uvnitř nebo na povrchu buňky. Nejběžnějším příkladem analyzovaných dat je aplikace cytometrie v hematologii – analýza heterogenního vzorku zlyzované krve (bez erytrocytů). Podle SSC a FSC se dají leukocyty rozdělit na populaci lymfocytů, monocytů a granulocytů. Pro bližší stanovení subpopulací s určitými znaky se používá značení protilátkami. Moderní cytometry dnes mohou měřit desítky dimenzí na velkém počtu buněk.
Pojem analýzy dat zahrnuje veškeré nakládání s daty po vlastním změření vzorku. Tedy například transformaci, normalizaci, škálování, eliminaci šumu z mrtvých buněk nebo jejich částí ("debris"), nebo naopak z agregátů buněk, vlastní označení populací ("gating"), ale také jejich statistické vyhodnocení.

## Ohraničení populace ("gating")
Vizualizace a úprava dat pro jejich interpretaci probíhá v prostředí počítačového softwaru. Pro zobrazení cytometrických dat existuje několik možností: jednodimenzionální histogram, dvoudimenzionální dotplot, nebo 3D zobrazení tří dimenzí najednou. Na každém z těchto zobrazení lze uměle označit určitý prostor, respektive populaci buněk. Takovéto označení populace buněk se anglicky nazývá "gating". Tyto podmnožiny jsou charakteristické intenzitou signálu zobrazeného na příslušné ose. Zobrazení na osách je pro SSC a FSC většinou lineární, pro intenzitu fluorescence logaritmické nebo biexponenciální. Tvary ohraničení ("gate") jsou různé: polygon, elipsa, obdélník, nebo rozdělení vzorku do kvadrantů.
Ohraničení populací je subjektivní, protože podléhá individuálnímu úsudku. Pro kontrolu analýzy slouží postup zvaný „backgating“, kdy je poslední označená subpopulace promítnuta do předešlých zobrazení dimenzí a ohraničení. Touto metodou lze rozpoznat chybně ohraničenou populaci buněk.

## Kompenzace
Během analýzy multiparametrických dat je nutná tzv. kompenzace fluorescence. Při značení buněk několika fluorofory dochází ke spektrálnímu překryvu emisních spekter. Vyzářené fotony jsou detekovány filtrem pro určitou vlnovou délku, ale menší část emisního spektra zasahuje s nižší intenzitou i do jiných vlnových délek, tedy jiných detektorů. Za kompenzaci se označuje matematická oprava tohoto spektrálního překryvu na základě jednofluoroforových kontrolních vzorků. Správná kontrola kompenzace pomocí FMO kontrol ("fluorescence minus one") je klíčová pro následné přesné ohraničení a interpretaci dat.

## Softwarové nástroje
Pro klasickou analýzu ručním ohraničením populace existuje mnoho softwaru. Příkladem volně dostupného základního softwaru je FCSalyzer, mezi hodně používané komerční SW patří např. FlowJo a Kaluza. Tato manuální analýza má ovšem značné nevýhody. Populace jsou označeny na základě subjektivního rozhodnutí, což vede k omezené reprodukovatelnosti. Dalším problémem je analýza vzácných populací. Tyto potíže jsou zřejmé především při analýze multiparametrických dat.
V posledních letech došlo k vývoji softwaru pro automatickou analýzu, většinou volně dostupného. Nesupervizované automatické metody tvoří pomocí shlukové analýzy tzv. klastry, tedy populace buněk o stejných hodnotách v měřených dimenzích. Při porovnání několika automatických softwarů se jako nejlepší ukázaly FlowSOM, X-shift, Rclusterpp. Dále můžeme buňky uspořádat do trajektorií nebo redukovat celkovou dimenzionalitu do pouhých dvou. Výhodou nesupervizované analýzy je reprodukovatelnost, schopnost rozpoznání vzácných populací a rychlost analýzy velkých dat.